# آزاربوتشت
آزاربوتشت (بالأذرية: Azərpoçt) هي الشركة المسؤولة عن خدمة البريد في أذربيجان. تأسست الشركة في 29 سبتمبر 1999 من قبل وزارة الاتصالات الأذربيجانية، بمُوجب قرار «رقم 151» بناءً على استمرار الإصلاحات وتحسين مجال الخدمة البريدية. حلت آزاربوتشت محل شركة «اتحاد إنتاج آزاربوتشت» التي تم إنشاؤها بعد سقوط الاتحاد السوفيتي في عام 1991. في عام 2004 أصبحت آزاربوتشت المشغل البريدي الوطني، حيث أنها تغطي جميع أراضي أذربيجان.